# 2004–2005-ös magyar női labdarúgó-bajnokság (másodosztály)
A magyar női labdarúgó-bajnokság másodosztályában 2004–2005-ben tizenkét csapat küzdött a bajnoki címért. A bajnoki címet az Angyalföldi SI szerezte meg és jutott az NB I-be a második Győri ETO és a negyedik Íris SC csapatával.

## Végeredmény

### Felsőház
| #  | Csapat           | M  | GY | D | V  | G+ – G– | GK  | P  | Megjegyzések |
| -- | ---------------- | -- | -- | - | -- | ------- | --- | -- | ------------ |
| 1. | Angyalföldi SI   | 10 | 7  | 1 | 2  | 25–9    | +16 | 22 | NB I         |
| 2. | Győri ETO        | 10 | 7  | 0 | 3  | 30–13   | +17 | 21 | NB I         |
| 3. | Győr-Nagykutas   | 10 | 5  | 1 | 4  | 31–23   | +8  | 16 |              |
| 4. | Íris SC          | 10 | 5  | 1 | 4  | 26–19   | +7  | 16 | NB I         |
| 5. | Sándorfalvai SK  | 11 | 4  | 1 | 6  | 23–24   | −1  | 7  |              |
| 6. | Bonyhád-Völgység | 10 | 0  | 0 | 10 | 3–50    | −47 | 0  |              |

Utolsó frissítés: 2005. június 30. 
Forrás: RSSSF - Hungary (Women) 2004/05 
A rangsorolás alapszabályai: 1. összpontszám, 2. győzelmek száma, 3. egymás elleni eredmények összpontszáma,  4. egymás elleni eredmények gólkülönbsége, 5. egymás elleni eredmények szerzett góljainak száma 6. gólkülönbség, 7. szerzett gólok száma.
(B): Bajnokcsapat, (K): Kieső csapat, (F): Feljutó csapat, (I): Kupainduló, (R): A rájátszás győztese, (KGY): Kupagyőztes

### Alsóház
| #  | Csapat                | M | GY | D | V | G+ – G– | GK  | P  | Megjegyzések |
| -- | --------------------- | - | -- | - | - | ------- | --- | -- | ------------ |
| 1. | SK Ajka               | 8 | 6  | 1 | 1 | 26–11   | +15 | 19 |              |
| 2. | Lágymányosi TC        | 8 | 5  | 1 | 2 | 22–19   | +3  | 16 |              |
| 3. | Pécsi MFC             | 8 | 3  | 1 | 4 | 11–14   | −3  | 10 |              |
| 4. | Pálhalmai SE          | 8 | 2  | 3 | 3 | 15–16   | −1  | 9  |              |
| 5. | Pécsi VSK             | 8 | 1  | 0 | 7 | 9–23    | −14 | 3  |              |
| –. | Székesfehérvári Köfém | 0 | 0  | 0 | 0 | 0–0     | 0   | 0  | visszalépett |

Utolsó frissítés: 2005. június 30. 
Forrás: RSSSF - Hungary (Women) 2004/05 
A rangsorolás alapszabályai: 1. összpontszám, 2. győzelmek száma, 3. egymás elleni eredmények összpontszáma,  4. egymás elleni eredmények gólkülönbsége, 5. egymás elleni eredmények szerzett góljainak száma 6. gólkülönbség, 7. szerzett gólok száma.
(B): Bajnokcsapat, (K): Kieső csapat, (F): Feljutó csapat, (I): Kupainduló, (R): A rájátszás győztese, (KGY): Kupagyőztes

## A góllövőlista élmezőnye
| Gól                                                                                    | Név        | Csapat    |
| -------------------------------------------------------------------------------------- | ---------- | --------- |
| 36                                                                                     | Jakab Réka | Győri ETO |
| Utolsó frissítés: 2005. június 30.                                                     |            |           |
| Forrás: Futballévkönyv 2005, Aréna 2000 Kiadó, Budapest, 2005, 166. o., ISSN 1585-2172 |            |           |